# Miriam Stevenson
Miriam Jacqueline Stevenson (nació en Winnsboro, Carolina del Sur, en 1933) es la primera ganadora estadounidense del concurso Miss Universo. El certamen se celebró en Long Beach, California, en 1954. Antes de poseer el título de Miss Estados Unidos tuvo el de Miss Carolina del Sur.
Miriam ganó en la final a Martha Rocha (representante de Brasil). Recibió la corona de la anterior ganadora, Christiane Martel, de Francia.
La sucesora del título Miss Universo fue Hillevi Rombin.
| Predecesor: Christiane Magnani Francia | Miss Universo 1954 | Sucesor: · Hillevi Rombin · Suecia |

- Datos: Q2533974
- Multimedia: Miriam Stevenson / Q2533974